# Biaysse
La Biaysse est une rivière torrentielle qui coule dans le département des Hautes-Alpes, en région Provence-Alpes-Côte d'Azur, affluent droit de la Durance, sous-affluent du Rhône.

## Géographie
La longueur de son cours d'eau est de 17,4 km.
La Biaysse nait de la confluence au fond de la vallée, et en bas de Dormillouse, du torrent de Chichin qui vient du col d'Orcières, ou de Freissinières, et du torrent des Oules qui arrive du lac du Fangeas ; elle se jette dans la Durance entre La Roche-de-Rame et Saint-Crépin, après le gouffre de Gourfouran.

### Communes traversées
Dans le seul département des Hautes-Alpes, la Biaysse traverse deux communes :
- dans le sens amont vers aval : Freissinières (source), Champcella (confluence).

### Bassin collecteur
Le bassin collecteur a une superficie de 96 km² dont l’altitude s’étend de 3242 m au sommet de la tête de Soulaure à 1130 m au niveau du camping du Pallon. La majeure partie du bassin versant se situe en zone de haute montagne.

## Affluents
La Biaysse a seize affluents référencés
- le Ruffy, avec un affluent :
  - le Combaras,
- le torrent de Chichin avec neuf affluents :
  - le torrent de la Grande Eau,
  - le torrent de Roubin,
  - le torrent des Claps,
  - le torrent de la Jaline
  - le torrent des Baridons,
  - le torrent des Barettes,
  - le torrent de la Combe, avec un affluent :
    - le torrent du Bez,

  - le torrent du Lait,
  - le torrent de la Lauzière,
- le Riou du Champ la Mure,
- le torrent de Serre Lombard,
- le torrent de la Pisse,
- le torrent de Gramusat,
- le torrent d'Odeyer,
- le torrent de la Got,
- le torent de Naval, avec deux affluents :
  - le torrent de Vallon Gros,
  - le torrent du Sellar,
- le torrent d'Allibrands,
- le torrent de l'Eysserenne,
- le torrent des Tronches,
- le torrent de Malafouasse,
- le torrent du Gourenq
- le riou des Aujards, avec un affluent :
  - le torrent des Jaimes,
- l'Enchastre

Le rang de Strahler est donc de quatre par le torrent de Chichin, le torrent de la Combe et le torrent du Bez.

## Hydrologie
Le régime de la  Byaisse est de type nival de transition.
Le débit maximum des crues est estimé à :  
- Q10 (tous les 10 ans) :  46 m³/s
- Q20 : 65 m³/s
- Q50 : 100 m³/s
- Q100 : 120 m³/s
- Q200 : 145 m³/s

## Aménagements et écologie
La centrale hydroélectrique de Rame située à Champcella utilise les eaux de la Byaisse qui sont amenées par une conduite forcée depuis le hameau du Pallon. Elle est  construite en 1909 pour alimenter l'usine "La Nitrogène"  de la Roche-de-Rame. Elle comprenait à l'origine  5 turbines Francis simples fournissant 1.5 MW. En 1946, la centrale est nationalisée au profit d'E.D.F et en 1964, 4 turbines sont remplacées par des Francis doubles. La hauteur de la chute est de 204 mètres. Elle fournit annuellement 40 millions de KWh.